# Kunszentmárton
Kunszentmárton város Jász-Nagykun-Szolnok vármegyében, a Kunszentmártoni járás központja. 1807-ben lett először város, majd a cím elvesztése után 1986-ban ismét megkapta a rangot. A Hármas-Körös kanyarulata mentén fekszik.

## Fekvése
A vármegye és az Észak-alföldi régió legdélebbi városa.
Az Alföldön, a Közép-Tisza-vidék és a Körös-Maros köze tájegységek találkozásánál, a Körösszögben, a Hármas-Körös bal partján helyezkedik el. Történelmi településmagja a Körös egyik kanyarulatához igazodva épült ki és két fő része van: Felvég és Alvég (utóbbit „Epreskertnek” is hívják).
Budapesttől 132 kilométerre, Szegedtől 76 kilométerre, Szolnoktól és Kecskeméttől 50 kilométerre, Szarvastól és Szentestől pedig 25 kilométerre található.
A közvetlenül határos települések: észak felől Tiszaföldvár, északkelet felől Öcsöd, délkelet felől Szentes, dél felől Nagytőke, délnyugat felől Szelevény, nyugat felől Cserkeszőlő, északnyugat felől pedig Tiszainoka, Nagyrév és Cibakháza.

### Megközelítése

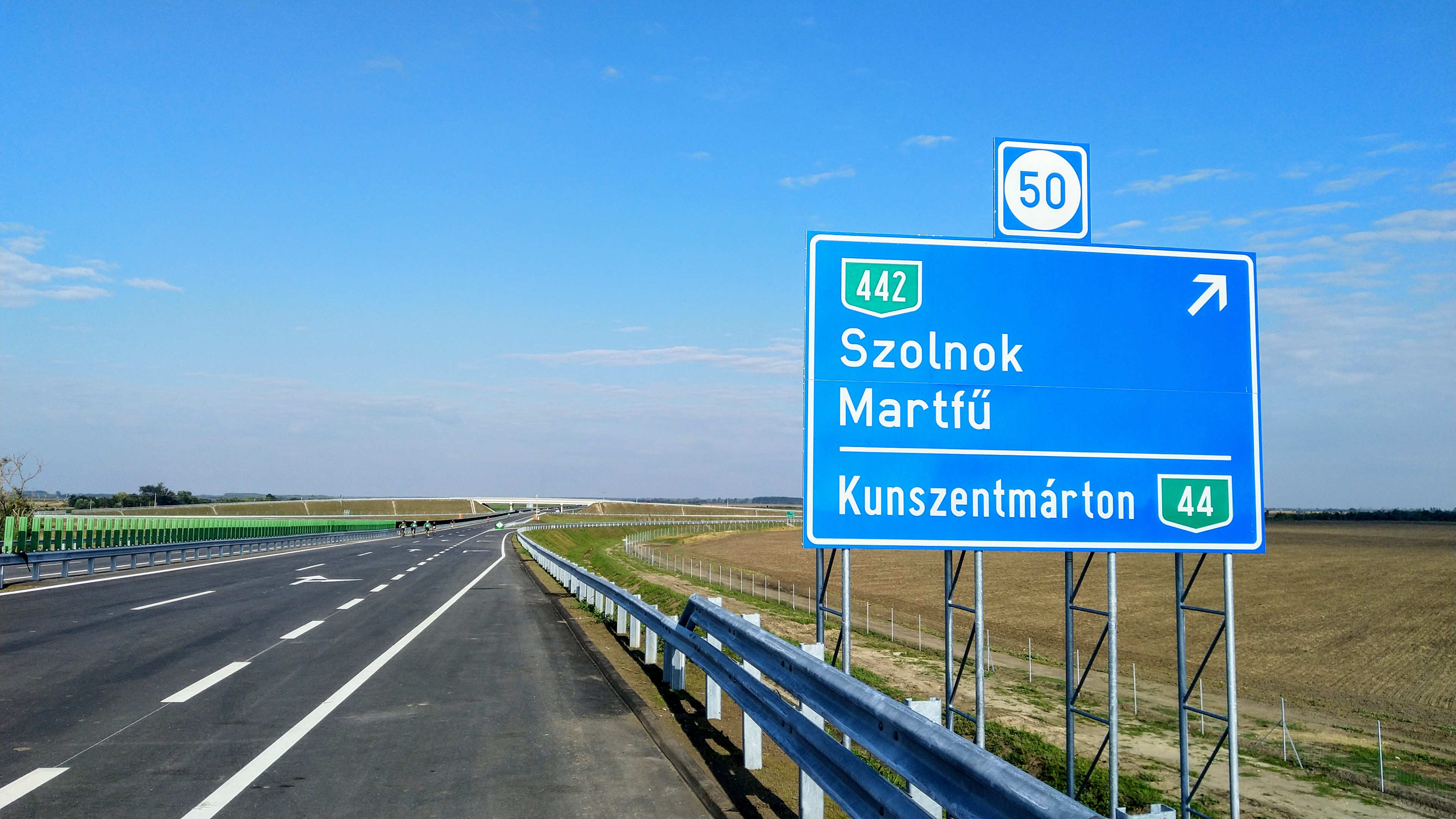
Az M44-es autóút csomópontja Kunszentmárton határában

#### Közúton
A város közúti csomópont: kelet-nyugati irányban a 44-es főút halad át a területén, amely főútba észak felől itt csatlakozik be Szolnok-Martfű irányából a 442-es főút és itt indul déli irányban, Szentes és Hódmezővásárhely felé  a 45-ös főút is. Lakott területétől északra elhalad itt a 44-est tehermentesítő, 2019 októberében átadott M44-es autóút is. Az autóút részeként, a várostól északra épült fel a település harmadik közúti hídja a Hármas-Körös felett, a Berkó Dezső híd. A korábbi tervek szerint az M44-es autóúton két csomópontja lett volna Kunszentmárton városának, de ebből csak a nyugatabbi épült meg, a 442-es út keresztezésénél (a Hármas-Körös túloldalán). A városhoz közelebbi csomópont ott épült volna ki, ahol az autóút keresztezi a 44-es nyomvonalát, de ez a csomópont egyelőre a tervezőasztalon maradt. Távlati tervek szerint ide, az ezidáig meg nem épült csomópontba futna be a 45-ös főút szintén csak tervezett kunszentmártoni elkerülő útja, amely mentesítené a település lakott területeit a Szentes felé tartó átmenő forgalomtól.
A város közigazgatási területét alsóbbrendű állami közutak nem érintik, leszámítva a Tiszaugtól Csépa érintésével idáig húzódó 4511-es utat, amely a nyugati határszélen ér véget, az M44–442-csomópont áthajtó útágait, Kungyalu településrész 46 142-es számozású bekötőútját, valamint a vasútállomást kiszolgáló 44 301-es számú mellékutat.

#### Vasúton
A hazai vasútvonalak közül kettő érinti a várost: a MÁV 130-as számú Szolnok–Hódmezővásárhely–Makó-vasútvonala, illetve a 146-os számú Kiskunfélegyháza–Kunszentmárton-vasútvonal. Találkozási pontjuk Kunszentmárton vasútállomás, amely a városközpont északkeleti részén található, közúti elérését a 44 301-es számú mellékút (Kossuth Lajos út) teszi lehetővé.
A 130-as vonalnak Kunszentmárton területén öt megállási pontja létesült: Szolnok vasútállomás irányából sorrendben: Kungyalu megállóhely, Kungyalu alsó megállóhely, Kunszentmárton vasútállomás, Kunszentmárton-Érpart megállóhely és Jaksorpart megállóhely (korábban Jaksorparti tanyák megállóhely); jelenleg a megállóhelyek közül már csak az elsőként említett Kungyalu mh. üzemel. Utóbbi a kungyalui bekötőút kiágazásánál található, Kungyalu alsó a vasút és a 442-es út keresztezésénél volt, Érpart a város délkeleti szélén, a Sporttelepi út végén, Jaksorpart pedig a 45-ös főút sorompójának déli oldalán.
A 146-os vonalnak ugyancsak volt egy, mára megszűnt megállóhelye a város területén: Kunszentmárton-Istvánháza megállóhely, valahol a 44-es főút vasúti keresztezése közelében.

## Története

### Kezdetek
A terület a kedvező feltételek miatt már a neolitikumban is lakott terület volt, majd a későbbi korok során is. (Bronzkor, Népvándorlások-honfoglalás kora)
A település helyén és környékén a honfoglaláskor szláv-bolgár népek laktak, akik azután az Ond törzsek tagjaival keveredve elmagyarosodtak a szentkeresztség felvétele után a Tisza, Körös és Kurca partjain, leginkább apró halászfalvak alakultak, s miután Szentmárton régi és jelenlegi területe is kiemelkedett a körülvevő akkori mocsarak, tavak közül, feltehető, hogy itt is halásztelepülés állt, mely a többiek templomos központjává vált. A  Hármas-Körös alsó folyásának bal partján elterülő Kunszentmárton város: középkori eredetű település. Nincs okunk kétségbe vonni azt a feltevést, hogy már államalapító Szent István királyunk idejében a templomos helyek közé számított. A Váradi regestrum valamikor 1212-1215 között "Mortun falu" néven említi először. A falu 1239-ben kunszállás lett, miután IV. Béla befogadta Kötönyt, menekülő kunjaival, s így itt is kunok települtek le. A tatárjárás Mártonfalvát is érte, de ezután sem maradt lakatlan.

### Kunok betepelülése
A tatárjárás pusztításai után IV. Béla a Tiszántúlon telepítette le a kunokat, akik a keresztény hitre térve fokozatosan feudalizálódtak, majd felvették az itt talált magyarok szokásait. A község – Kunhegyeshez, Kunmadarashoz hasonlóan – róluk kapta és máig megőrizte a "Kun" előnevet. A régi Kunszentmárton feltehetően akkor vált községgé, amikor a kunok a XIV. század második felében véglegesen felvették a kereszténységet, és a sátorlakásokat szilárd anyagú házakkal váltották fel. 1418-ban már mint község szerepelt. Hunyadi János 1447. december 27-ei levelében is feltűnik a neve, mint Szentmártonszállás. Ebben az időben a jászkunok kollektív nemesek voltak, így őket bizonyos kedvezmények illették meg. Vám- és adófizetési kedvezményekek kaptak katonáskodási kötelezettségükért cserébe. 1521-ben Lajos király Radics-Bozics nevű rácnak adományozta, aki a török elleni küzdelemben tűnt ki. Miután a török Budát csellel elfoglalta, Izabella királyné a koronával megállt itt. 1552 szeptemberében Kunszentmárton is török megszállás alá került. Szerémi György írja, hogy az egyik lengyel származású királyi testőr útközben súlyosan megbetegedett, majd meg is halt, akinek temetése után Izabella királyné a szertartás végzéséért gazdagon megjutalmazta az akkori kunszentmártoni plébánost. A magyarságba lassanként beolvadó kun lakosok életét török támadások dúlták fel. 1552-ben az egri vereség szégyenétől hajtott török csapatok tették lángok martalékává a helységet, de lakói hamarosan visszatértek és újrakezdték építő munkájukat, olyannyira, hogy egy 1557-ben keletkezett irat ötven jobbágytelek királyi adományozásáról tudósít. Ekkortájt Kunszentmárton nemcsak a törököknek fizette az adót, hanem az egri várnak is, ennek ellenére a gyulai várkapitány szintén több ízben megsarcolta. 1566. szeptember 2-án Gyula török kézre került, így a község végleg török területté vált. 1567-ben 92 család, 1579-ben 90 család élt a településen. Az 1593 tavaszán kezdődött tizenöt éves török hadjárat eseményei végzetes pusztulást hoztak Kunszentmártonra. Ekkor vált 11 kun szállással együtt néptelenné. Nem tudunk választ találni arra a kérdésre, milyen arányban költözhettek vissza az elmenekült lakosok a XVIII. századi újratelepítést megelőző időszakban, de volt visszatelepedés 1670 táján is: a helynevek megmaradása szintén azt jelzi, hogy bizonyos számú, állattartással foglalkozó szórvány csoport őrizte meg és hagyományozta át az újonnan betelepülők számára a helyismeret nélkülözhetetlen adatait.1687-ben Széchenyi István birtoka lett mint puszta. Lipót 1702-ben az egész Jászkunságot eladta a német lovagrendnek.

### Új jászkun kezdet
Az elnéptelenedett kunszentmártoni pusztát 1717 és 1719 között Jászapátiból és egyéb jász helységekből kirajzó lakosok népesítették be újra. Megtartották a község ősi nevét, amely a hagyománytiszteleten  túl a jogfolytonossághoz való ragaszkodást is kifejezte. Otthonaikat a középkori településtől néhány kilométerrel távolabb, árvízmentes magaslaton építették fel , hasonlóképpen templomunkat is, pedig akkor még kijavítható állapotban lehetett az  úgynevezett  Telekhalmon lévő Árpád-kori szentegyház. (romjait régészeti bejárások alkalmával Rómer Flóris 1876-ban még látta, ma már csak alapfalai rejtőznek a föld alatt. )
Lakossága ezután gyorsan gyarapodott: 1719. év végén 700-800, 1745-ben már 1200-1500 fő volt. Az újraépített Kunszentmártonban az utcasorok kialakulása mellett, a XVIII. században háromszor került sor templomépítésre: az 1719-ben létesített ideiglenes kápolnát 1743-45 között új, 14 öl magas tornyú templom váltotta fel, majd 1784-re elkészült a mai késő barokk stílusú templom is, a Szent Márton-plébániatemplom. Ezzel egy időben épült a Nagykun Kerület székháza, amely néhány évtizedre  az igazságügy és igazságszolgáltatás kerületi központjává tette Kunszentmártont II. József császár.
A gazdasági fellendülésre jótékonyan hatott az 1745-ben kiadott redemptionális diploma, melynek erejével a német Lovagrendek 1702-ben eladott Hármas Kerület (Jászság, Nagy- és Kiskunság) lakossága az előírt összeg lefizetésével megválthatta magát a földesúri fennhatóság alól. A Jászkun Kerület kölcsönt vett fel, ebből fizették ki a Német Lovagrendet, mint birtokost; a jász és kun települések népe – az anyagi hozzájárulás mértékének megfelelően – földterülete kapott a középbirtokból. Kialakult egy jelentős vagyonnal rendelkező réteg, de akik nem tudtak a közköltségekből részt vállalni, nem juthattak saját földhöz, és a község irányításában sem kaphattak jelentősebb szerepet. 1782-ben révprivilégiumot adományozott a helységnek. A lakosság számbeli növekedése folytonos és töretlen, annak ellenére, hogy 1739-ben a másfélezernyi lakosságból több mint 800-an estek a pestisjárvány áldozatául.
A fejlődést az igazolja legjobban, hogy I. Ferenc aláírásával Kunszentmárton 1807-ben városi rangot kapott, s ehhez kapcsolódóan négy országos vásár és szerdai napokon hetipiac tartásának jogát nyerte el. 1800-ban  4016, 1828-ban 5991, 1852-ben 7485, 1880-ban 9608, 1910-ben 10921 lakója volt Kunszentmártonnak és nagy  kiterjedésű határának. Jelenleg is hasonló a város lakosságszáma. 1806-ban az első híd is megépült a Körösön.
Az 1807-ben várossá nyilvánított Kunszentmárton a XIX. század második felére 26 ezer hold termőterületet mondhatott magáénak, s a lakosok közül 1194 rendelkezett 20-30, illetve 50-100 hold közötti földbirtokkal. Egy 1863-ból származó kimutatás 2254 lovat, 1846 igavonó ökröt, 2337 szarvasmarhát és 17 716 juhot tüntet fel. Az iparosodás színvonalát mutatja, hogy a jelzett év folyamán 54 szűcsmester, 34 ács, kőműves és molnár, 23 asztalos, 17 kerékgyártó, valamint jó néhány bognár, kalapos, szíjgyártó és lakatos talált megélhetési lehetőséget Kunszentmártonban. Az iparosoknak a helyi, főként az állattartásra épülő és annak nyersanyagát felhasználó, feldolgozó rétege az összlakosság 13%-át tette ki.
A mesterségek szélesebb körű elterjedése bővítette a kereskedelmi hálózatot, növelte az árucsere lehetőségeit. Érthető, hiszen a megtermelt, előállított iparcikket el kellett adni. Az árusítás boltokban történt, amelyek felett a város gyakorolt ellenőrzést, s a befolyó jövedelem a város kasszáját gyarapította.
Természetesen a 18. század végén csak néhány bolti helységgel rendelkezett az elöljáróság, ezeket szabályos árverés keretében adta bérbe 4-6 évi időtartamra. A másik kereskedési forma, a vásárokon, piacon való árusítás szélesebb népréteg számára vált hozzáférhetővé, itt nagyobb lehetőség nyílt az alkudozásra, hiszen itt maguk az iparosok kínálták termékeiket. A gyékényen és ponyvás sátrakban kirakott árucikkek széles választéka csalogatta a vevőket. Az iparosok kívánságára a város lehetővé tette, hogy az országos vásárok két napon át tartsanak.

### Modernizáció

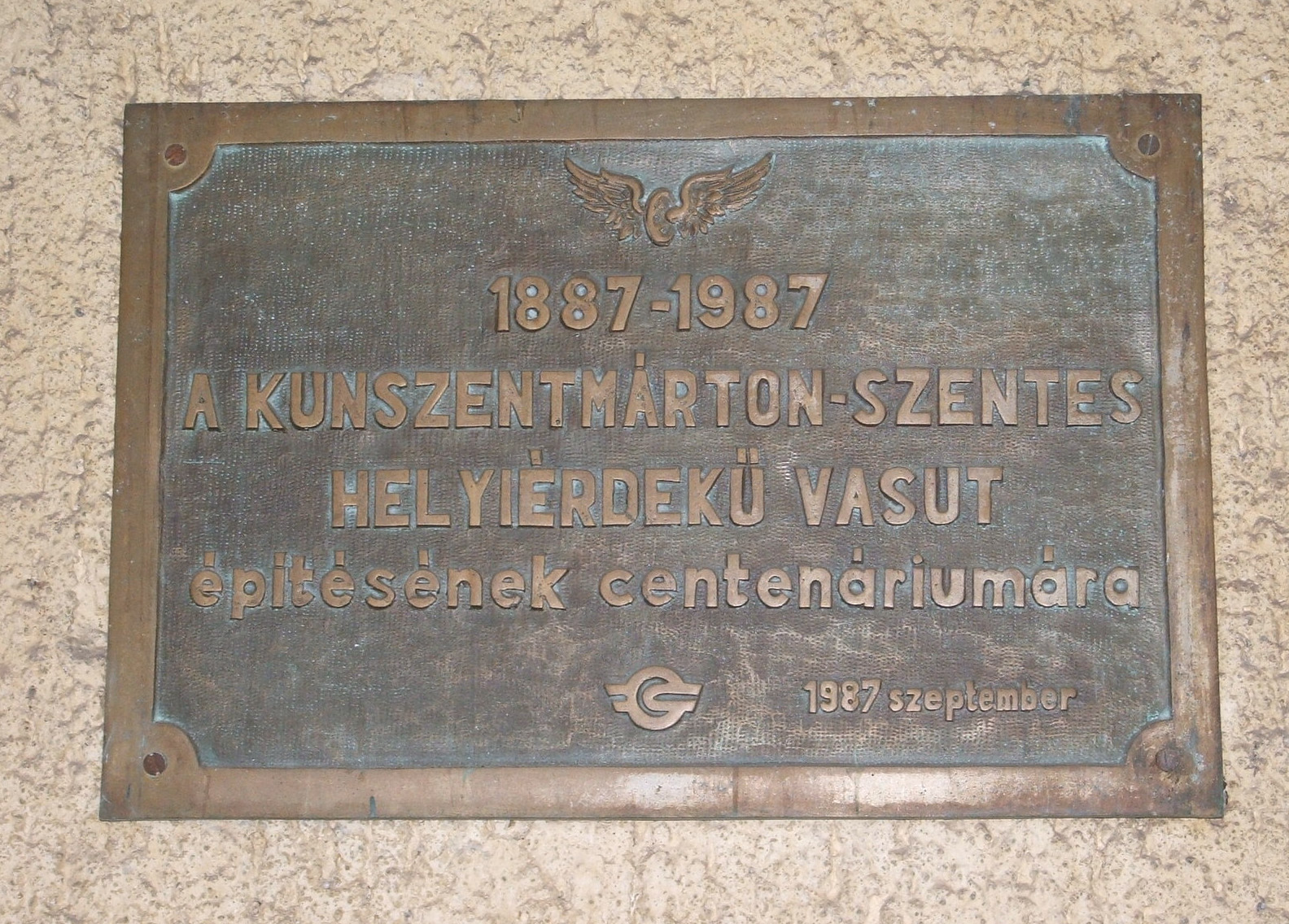
A Kunszentmárton-Szentes vasútvonal 100. évfordúlójára létrehozott emléktábla

1885-ben megépült a Szolnok-Tiszatenyő felől érkező vasútvonal melyet 1887-ben építettek tovább Szentesig. Ez pozitív hatással volt a demográfiai növekedésre, így 1888-ban Kun-Szent-Márton 14 417 katasztrális holdon terült el, 2192 házában 1755, főleg katolikus vallású ember élt.
A 19. század végén közigazgatási átszervezések történtek az országban, amik azt eredményezték, hogy Kunszentmárton 1895-ben elvesztette városi rangját és nagyközséggé minősítették vissza. Ez az – itt élők számára sérelmes – állapot majdnem egy évszázadig tartott, míg végül az Elnöki Tanács rendelkezése folytán Kunszentmárton 1986. január 1-jei hatállyal ismét a városok kategóriájába került.
A Szovjet Hadsereg egységeinek a Körös vonalán 1944. október 6-án hajnalban megkezdett offenzívája igen eredményes volt. Ellenállásra és harcra egyedül Kunszentmártonnál került sor. Október 6-án hajnalban a város utcáin magyar katonákkal harc alakult ki. Erre a szovjet erő a Szentes felé vezető országút melletti temetőbe húzódott és onnan kezdte meg az ostromot, amit repülőtámadással készítettek elő. Egy bomba a templomkertbe esett. Két éjszakát és három napot töltött a lakosság a pincékben, bár nem volt súlyos harci tevékenység. Október 8-ára emlékeznek, amikor a Főtéren hallották a felállított ágyú állandó dörgését. Október 9-én a szovjet erők belőtték a várost, s mindhárom templomot eltalálták. A német repülők állandó támadása ellenére még aznap elfoglalták és birtokba vették a várost.

### Második világháború után
Az élet újbóli megindulása a kommunisták aktív közreműködésével történt. Már 1944. október 9-én megalakult a Magyar Kommunista Párt (MKP) helyi szervezete, majd 1944. október 12-én népgyűlést tartottak és 12 tagú munkástanácsot választottak. 1945. február 8-án alakult meg a helyi Nemzeti Bizottság, amely onnantól átvette a munkástanács szerepét és feladatkörét.
Az MKP javaslatára 1944. december 26-án alakult meg a Magyarországi Földmunkások Országos Szövetségének helyi szervezete és megkezdte a földosztás előkészítését. A földosztó mozgalom Kunszentmártonban már jóval az e tárgyban megszületett földművelésügyi miniszteri rendelet meghozatala előtt megkezdődött: 1945. március 20-áig már 130 családot juttattak földhöz, összesen 271 katasztrális holdnyi földterületen. Májusban 747 ember kapott földet, 31 birtokot koboztak el, nyolc 100-200 holdas birtokot osztottak fel, de meghagytak tartaléknak három 200 hold feletti birtokot. 224 igénylőnek nem tudtak földet adni. Az 1947-es választások az MKP egyértelmű győzelmét eredményezték. 1948 júniusában a Magyar Dolgozók Pártja (MDP) kunszentmártoni szervezetének a megalakulásakor mintegy 1000 tagja volt.
1948. október 15-én alakult meg Szolnok megye második termelőszövetkezeti csoportja, Zalka Máté nevét viselve, 75 katasztrális hold területen, 12 alapító taggal. 1949 őszén államosították a helyi téglagyárat, és 1500 hold területen megkezdte működését az Állami Gazdaság. 1950-ben kezdődött meg a másik vasúti szakasz, a Lakitelek-Kunszentmárton szakasz megépítése, amely összeköttetést jelentett a térség kisebb településeinek a várossal. Ugyanebben az évben, az október 22-ei választásokat követően hamarosan létrejött a községi és járási tanács, Kunszentmárton járási székhely lett.
A termelőszövetkezeti mozgalom egyik élenjáró települése volt Kunszentmárton, már a kezdet kezdetén jelentős területtel alakult meg két szövetkezet. A társadalom átalakulásához az iparosok kisipari termelő szövetkezetekbe (ktsz-be) tömörülése is nagy mértékben hozzájárult. 1960-ban az állami ipartelepeken 341, a szövetkezeti ipartelepeken 223 fő dolgozott, a magánkisiparosok száma 121 volt. Az ekkor meglévő 10 állami ipari üzemet később, az 1960-as évek végén koncentráltan fejlesztették, belőlük alakult meg a BVM, a Pannónia Szőrmeipari Vállalat helyi gyára és a Ruházati Ipari Vállalat helyi üzemegysége. Ugyanakkor az államosított téglagyárat is korszerűsítették.
A hatvanas évek közepén meginduló iparosítási folyamat során építő-, könnyű-, és élelmiszeripari üzemek települtek a községbe. A nagyüzemi mezőgazdaságot egy 12 600 hektáron gazdálkodó termelőszövetkezet és állami gazdasági kerület képviselte.
Az 1990-ben felállt első helyi önkormányzat egyik fő eredménye volt, hogy sikeresen levezényelte a város politikai rendszerváltását.

## Közélete

### Polgármesterei
- 1990–1994: Réz László (nem ismert)[4]
- 1994–1998: Kasza József (EKGP-Fidesz-MDF-MSZP)[5]
- 1998–2002: Dr. Czuczi Mihály (SZDSZ)[6]
- 2002–2006: Dr. Czuczi Mihály (MSZP-SZDSZ)[7]
- 2006–2010: Dr. Czuczi Mihály (SZDSZ-MSZP)[8]
- 2010–2014: Dr. Czuczi Mihály (független)[9]
- 2014–2019: Wenner-Várkonyi Attila (Fidesz–KDNP)[10]
- 2019–2024: Wenner-Várkonyi Attila (Fidesz–KDNP)[11]
- 2024– : Dr. Szabó Péter (független)[1]

## Népesség
A település népességének változása:
| Lakosok száma | 8793 | 8626 | 8034 | 7756 | 7332 | 7276 | 7159 |
|               | 2013 | 2014 | 2018 | 2021 | 2022 | 2023 | 2024 |

2001-ben a város lakosságának 99%-a magyar, 1%-a cigány nemzetiségűnek vallotta magát.
A 2011-es népszámlálás során a lakosok 83,2%-a magyarnak, 1,3% cigánynak, 0,4% németnek mondta magát (16,8% nem nyilatkozott; a kettős identitások miatt a végösszeg nagyobb lehet 100%-nál). A vallási megoszlás a következő volt: római katolikus 38,5%, református 4,8%, evangélikus 0,3%, felekezeten kívüli 26,5% (29,2% nem nyilatkozott).
2022-ben a lakosság 89,6%-a vallotta magát magyarnak, 1,5% cigánynak, 0,3% németnek, 0,1-0,1% ukránnak, szlováknak, szerbnek és románnak, 1,6% egyéb, nem hazai nemzetiségűnek (10,3% nem nyilatkozott; a kettős identitások miatt a végösszeg nagyobb lehet 100%-nál). Vallásuk szerint 25,9% volt római katolikus, 4,2% református, 0,2% evangélikus, 0,1% görög katolikus, 0,8% egyéb keresztény, 0,5% egyéb katolikus, 25,1% felekezeten kívüli (42,9% nem válaszolt).

## Nevezetességei

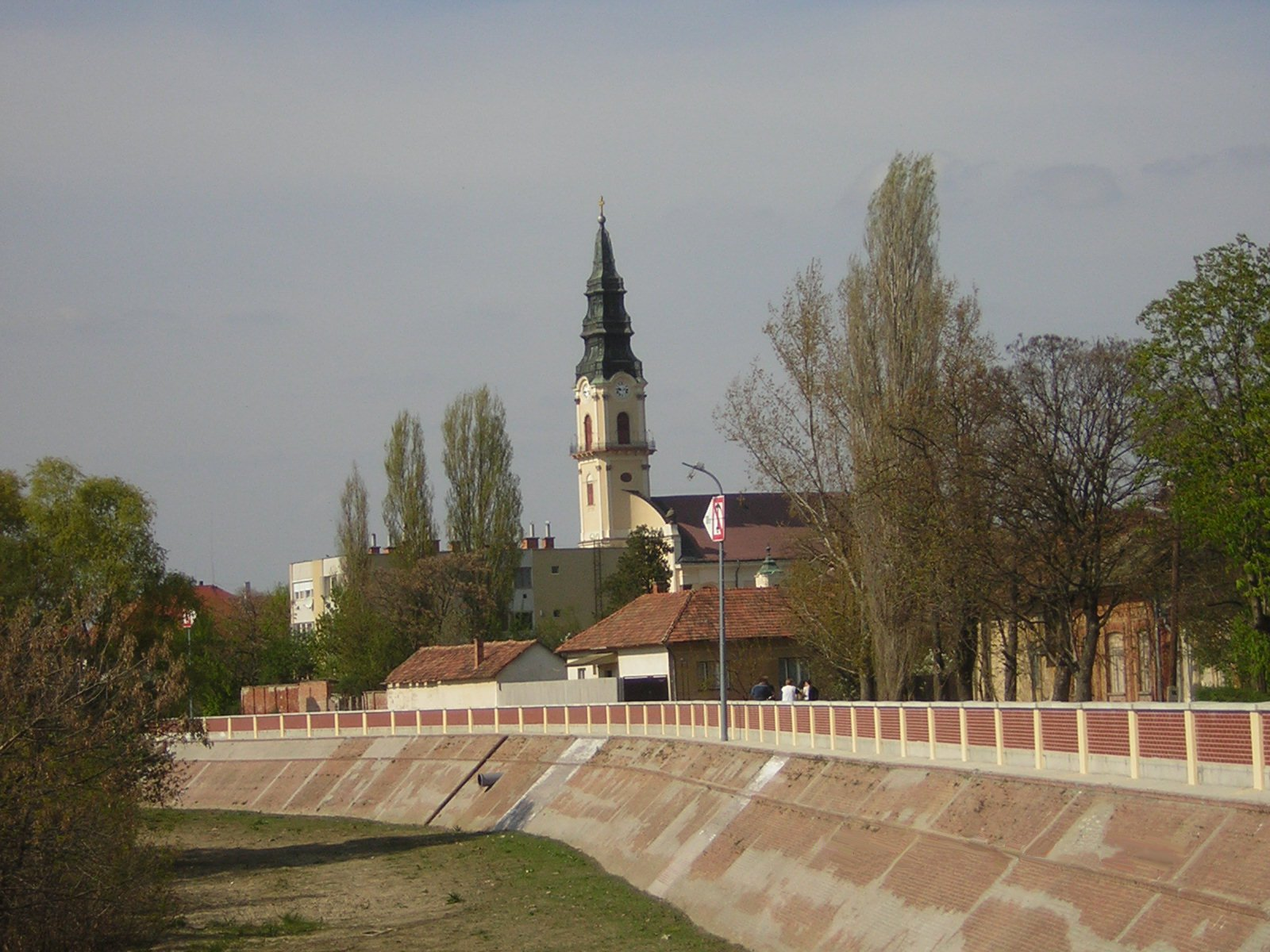
A Hármaskörös partja a katolikus templommal

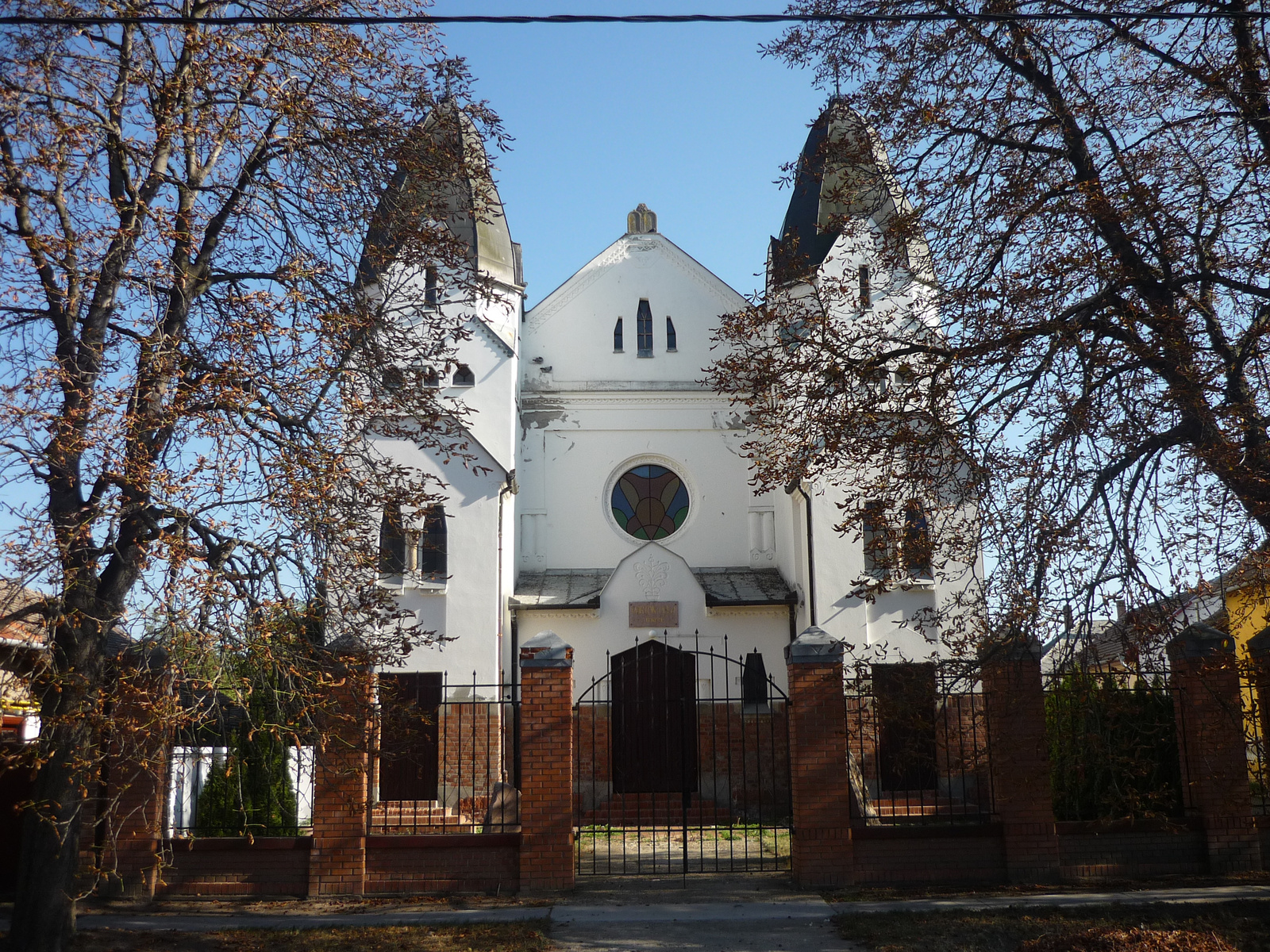
A városi zsinagóga

A városban néhány műemlék épület is található. A barokk római katolikus templomot (Szent Márton-templom), amely a város legszebb épülete, 1781-1784 között építettek. Szintén műemlék még a felső temetői kápolna, a zsinagóga és a Szentesi úti szélmalom. .

### Látnivalók
- Érparti kálvária
- A múzeumhoz tartozó Tömlöc
- Kulák emlékhely

### A város híres szülöttei
- Angyal Dávid akadémikus, történetíró
- Barna Gábor néprajzkutató, egyetemi tanár
- Kálmán Ödön, Kohn[15] jászberényi főrabbi
- Koncz Vilmos festő, fafaragó (Kunszentmárton első 1956-hoz kapcsolódó emlékművét ő alkotta)[16]
- Krausz Tamás történész
- Krekó Béla közgazdász
- Mártonfi Benke Márta festőművész
- Mezey Lajos jogász, helyi politikus és újságíró, országgyűlési képviselő
- Pusztai Gabriella, a helytörténeti múzeum volt igazgatója
- Sebők János újságíró
- Szabó Gyula, a magyar nemzet kiváló színésze

## Testvérvárosa
Teterow, Németország
 Stryszawa, Lengyelország
 Csíkszentmárton, Székelyföld, Románia
 Jászapáti, Magyarország